# Bar Harbor (condado de Hancock)
Bar Harbor es un lugar designado por el censo ubicado en el condado de Hancock en el estado estadounidense de Maine. En el Censo de 2010 tenía una población de 2.552 habitantes y una densidad poblacional de 310,34 personas por km².

## Geografía
Bar Harbor se encuentra ubicado en las coordenadas 44°22′53″N 68°12′40″O / 44.38139, -68.21111. Según la Oficina del Censo de los Estados Unidos, Bar Harbor tiene una superficie total de 8.22 km², de la cual 8.22 km² corresponden a tierra firme y (0%) 0 km² es agua.

## Demografía
Según el censo de 2010, había 2.552 personas residiendo en Bar Harbor. La densidad de población era de 310,34 hab./km². De los 2.552 habitantes, Bar Harbor estaba compuesto por el 94.16% blancos, el 1.21% eran afroamericanos, el 0.08% eran amerindios, el 2.78% eran asiáticos, el 0% eran isleños del Pacífico, el 0.55% eran de otras razas y el 1.21% pertenecían a dos o más razas. Del total de la población el 1.49% eran hispanos o latinos de cualquier raza.